# 望月久代
望月 久代（もちづき ひさよ、1978年4月27日 - ）は、日本の女性声優。81プロデュース所属。東京都八王子市出身。

## 略歴
小学生の頃は恥ずかしがり屋で人前で話すことができなかったが、それを変えるため中学時代に演劇部に入部。演劇を通じて芝居の楽しみを発見したことで、将来何かを演じる仕事ができたらいいと考えるようになり、これが声優を志すきっかけにもなった。
代々木アニメーション学院卒業。81プロデュース 演技研究所出身。
2000年、『ベイビーフィリックス』で声優デビュー。
2001年、『シスター・プリンセス』で初レギュラー。同年、『魔法少女猫たると』で初主演。
2002年、シングル「Angel Smile」でソロアーティストデビュー。
2024年、Xを開設。

## 人物・エピソード
アニメ、外画、ラジオなどで活躍。
『シスター・プリンセス』をきっかけに、共演した桑谷夏子、小林由美子、水樹奈々とともに「Prits」（プリッツ）というユニットを結成した。なお、桑谷とはプライベートでも友人関係にある。
趣味・特技は水泳。
兄と望月との一卵性双子の妹がいる。妹はトリマーの資格を持ってる。

## 出演
太字はメインキャラクター。

### テレビアニメ
2000年
- ベイビーフィリックス（タトゥー）

2001年
- シスター・プリンセス シリーズ（2001年 - 2002年、花穂） - 2シリーズ
- だぁ!だぁ!だぁ!（2001年 - 2002年、ドリアン）
- 魔法少女猫たると（たると、ぱい・あらもーど）

2002年
- 東京ミュウミュウ（2002年 - 2003年、黄歩鈴 / ミュウプリン、部員）
- パラッパラッパー（オーイエー雛鳥）
- ぷちぷり*ユーシィ（アンフィーの妹）
- 円盤皇女ワるきゅーレ（2002年 - 2003年、ワるきゅーレ） - 2シリーズ

2003年
- E'S OTHERWISE（光流＝玖堂、女性客）
- ぽぽたん（女の子）
- ミッドナイトホラースクール（チャップス）

2004年
- かいけつゾロリ（生徒）
- わがまま☆フェアリー ミルモでポン! ごおるでん（アロマ、妖精）

2005年
- かみちゅ!（火星人ちゃん）
- ツバサ・クロニクル（2005年 - 2006年、プリメーラ） - 2シリーズ
- とっとこハム太郎 はむはむぱらだいちゅ!（ミステリーちゃん）
- ぱにぽにだっしゅ!（妙子）
- BLEACH（草鹿やちる）

2006年
- きらりん☆レボリューション（みゃ〜さん、観客）
- 地獄少女 二籠（横山ルイ）
- xxxHOLiC（2006年 - 2008年、モロ） - 2シリーズ
- らぶドル Lovely Idol（成瀬雪見）

2007年
- 京四郎と永遠の空（たるろって）
- Venus Versus Virus（理沙）
- MOONLIGHT MILE（澤村知佳） - 2シリーズ

2008年
- ソウルイーター（幽霊の少女）
- まめうしくん（ひめうし）
- ライブオン CARDLIVER 翔（天尾ミル）

2009年
- シャングリ・ラ（康子〈妹〉）

2018年
- 俺が好きなのは妹だけど妹じゃない（花穂）

2021年
- パズドラ（燎火の天狐・ミツキ）

2022年
- BLEACH 千年血戦篇（2022年 - 2023年、草鹿やちる） - 2シリーズ

2023年
- 東京ミュウミュウ にゅ〜♡（歩鈴の母）

### 劇場アニメ
- TAMALA2010 a punk cat in space（2002年）
- Pia♥キャロットへようこそ!! 劇場版〜さやかの恋物語〜（2002年、君島ナナ）
- 劇場版xxxHOLiC 真夏ノ夜ノ夢（2005年、モロ）
- 劇場版BLEACH MEMORIES OF NOBODY（2006年、草鹿やちる）
- 劇場版BLEACH Fade to Black 君の名を呼ぶ（2008年、草鹿やちる）

### OVA
2001年
- ONE 〜輝く季節へ〜（折原みさお）

2003年
- がぁーでぃあんHearts（琴乃〈蓼科琴〉）
- 円盤皇女ワるきゅーレ SPECIAL（ワるきゅーレ）

2005年
- 円盤皇女ワるきゅーレ 星霊節の花嫁（ワるきゅーレ）
- がぁーでぃあんHearts ぱわーあっぷ!（琴乃〈蓼科琴〉）
- BLEACH The Sealed Sword Frenzy（草鹿やちる）

2006年
- 円盤皇女ワるきゅーレ 時と夢と銀河の宴（ワるきゅーレ）

2008年
- BLEACH カラブリ！ 護廷十三屋台大作戦！（草鹿やちる）
- やなせたかしメルヘン劇場 もりのヒーロー ハリーとマルタン（ムシコちゃん）

2010年
- OAD xxxHOLiC・籠（モロ）

2011年
- OAD xxxHOLiC・籠 あだゆめ（モロ）

### ゲーム
2001年
- シスター・プリンセス シリーズ（2001年 - 2003年、花穂） - 5作品
- 雪語り（海老原睦月）

2002年
- アイドル雀士R 雀ぐる★プロジェクト（千葉つばめ、ちばぴょん）
- Ever17 -the out of infinity-（八神ココ）
- げっちゅ屋★げっちゅ!（コムちゃん）
- 東京ミュウミュウ 登場新ミュウミュウ!みんないっしょにご奉仕するにゃん♥（黄歩鈴 / ミュウプリン）
- ときめきにゃの★げっちゅ!（コムちゃん）

2004年
- Quest of D

2005年
- コロッケ!DS 天空の勇者たち（ルッコラ）
- ゾイドフルメタルクラッシュ（リーリエ）
- らぶドル 〜Lovely Idol〜（成瀬雪見）

2006年
- サモンナイト4（ミリネージ）
- ぷらすぷらむ2（ビクル）
- BLEACH 〜放たれし野望〜（草鹿やちる）

2007年
- きらりん☆レボリューション めざせ!アイドルクイーン (みゃ〜さん)

2008年
- ブレイザードライブ（ペッタン）

2011年
- Ever17［エバー・セブンティーン］（八神ココ）

2015年
- ウチの姫さまがいちばんカワイイ（夜兎姫 ミミィ・ロップイヤー）

2025年
- Ever 17 - The Out of Infinity（八神 ココ）

2025年
- BLEACH Rebirth of Souls（草鹿やちる）

### ドラマCD
- 魔法少女猫たると 月光夜宴 ムーンライトパーティー（2001年、たると）
- JUNK FORCE（2003年、マメット）
- すぱすぱ（2004年、柄杜燐）
- お姉ちゃんの3乗（2004年、春崎小鴨）
- いつでも召喚サモンナイト4 Vol.1（ミリネージ）
- がぁーでぃあんHearts（琴乃〈蓼科琴〉）
- がぁーでぃあんHearts ぱわーあっぷ!（琴乃〈蓼科琴〉）
- 幻想世界英雄烈伝 フェアプレイズ（ボボウ）
- VoiceCD パピー・ガールズ 〜わたしのおじさま〜（こまこ）
- フロンティア ストーリーズ 初回特典ドラマCD（アイヴィ・F）
- ベクターケースファイル
- らぶドル 〜Lovely Idol〜（成瀬雪見）

### 吹き替え

#### 映画
- インサイダー
- インセクト

#### テレビドラマ
- イタズラなKiss〜Playful Kiss
- パワーレンジャー・ロスト・ギャラクシー（女の子1）

#### アニメ
- おまかせ!プルーデンスおばさん（赤ちゃん）
- きかんしゃトーマス（ロージー、女の子）
  - きかんしゃトーマス とびだせ!友情の大冒険（ロージー）
  - きかんしゃトーマス Go!Go!地球まるごとアドベンチャー（ロージー）
- Sheeep（チビィ）
- 時空冒険記ゼントリックス（ピンクちゃん）
- マドレーヌといっしょに（コレット）

### 人形劇
- ざわざわ森のがんこちゃん（ルンルン、チョビくん〈代役〉）

### ラジオ
2001年
- シスター・プリンセス〜お兄ちゃんといっしょ（文化放送：10月 - 2002年10月）

2002年
- 望月久代のプリン・ア・ラ・モード（AM神戸：1月 - 2003年6月）
- 円盤皇女ワるきゅーレ モッチー・ちなちなのラジオワるQ（ラジオ大阪：4月 - 2004年3月）
- 一樹・モッチーのアニメロミックス（文化放送：10月 - 2003年3月）
- 電撃G's Radio（文化放送：10月 - 2004年6月）
- 望月久代の天使の季節（声優Wave：2002年 - 2004年）

2005年
- なっちゃんともっちーのchica☆chica（声優Wave：7月 - 2006年6月）

2007年
- モッチー・ノリノリのチャンピオンREDio（アニメイトTV：8月13日 - 2008年2月29日）

### その他コンテンツ
- Sister princess Valentine Party
- BLEACH SOUL SONIC 2005 "夏"
- コミドラ「Oz-オズ-」（ハルハル）[要出典]
- 水樹奈々「Song Communication」（2010年）バックグラウンドボーカル

## ディスコグラフィ

### シングル
| 枚  | 発売日        | タイトル    | 規格品番   |
| --- | ------------- | ----------- | ---------- |
| 1st | 2002年4月26日 | Angel Smile | TRCD-10021 |
| 2nd | 2003年2月28日 | C・B・M・L  | TRCD-10031 |

### アルバム
| 枚  | 発売日        | タイトル             | 規格品番   |
| --- | ------------- | -------------------- | ---------- |
| 1st | 2002年7月19日 | 静夏 -Silent Summer- | TRCD-10023 |
| 2nd | 2003年3月29日 | Love                 | COCX-32151 |

### キャラクターソング
| 発売日           | 商品名                                                                                 | 歌 | 楽曲                                                                                        | 備考                                                                      |
| 2001年           | 2001年                                                                                 | 2001年 | 2001年                                                                                      | 2001年                                                                    |
| ---------------- | -------------------------------------------------------------------------------------- | --- | ------------------------------------------------------------------------------------------- | ------------------------------------------------------------------------- |
|                  | 「幻想世界英雄烈伝 フェアプレイズ」単行本第1巻購入者応募者全員サービス品「太陽のうた」 | 斉木陽太（並木のり子）、ボボウ（望月久代）、月島数騎（鈴木真仁）、琴井奏（水樹奈々）、皇志乃武（田中理恵）、キサヤ（那須めぐみ）             | 「太陽のうた」                                                                              | 『幻想世界英雄烈伝 フェアプレイズ 』オープニングテーマ                    |
| 「地球はまわる」 | 「幻想世界英雄烈伝 フェアプレイズ」単行本第1巻購入者応募者全員サービス品「太陽のうた」 | 斉木陽太（並木のり子）、ボボウ（望月久代）、月島数騎（鈴木真仁）、琴井奏（水樹奈々）、皇志乃武（田中理恵）、キサヤ（那須めぐみ）             | 『幻想世界英雄烈伝 フェアプレイズ 』エンディングテーマ                                      |                                                                           |
| 1月24日          | MELODY/shining★star                                                                    | SISTER PRINCESS | 「MELODY」                                                                                  | ゲーム『Sister Princess』オープニングテーマ                               |
| 1月24日          | MELODY/shining★star                                                                    | SISTER PRINCESS | 「shining★star」                                                                            | ゲーム『Sister Princess』エンディングテーマ                               |
| 2月7日           | シスター・プリンセス 〜12人の天使たち〜                                                | 花穂（望月久代） | 「小さなパンジー」                                                                          | 読者参加型企画『シスター・プリンセス』関連曲                              |
| 4月4日           | Prologue of Sister Princess 〜Dear My Brother〜                                        | 花穂（望月久代） | 「ひまわりの咲く野原」                                                                      | 読者参加型企画『シスター・プリンセス』関連曲                              |
| 7月4日           | 笑顔がNo.1!やっぱりネ                                                                  | Sister Princess | 「笑顔がNo.1!やっぱりネ」 「まひるのアヒル」 「私のダーリン♥」                              | テレビアニメ『シスター♥プリンセス』関連曲                                 |
| 8月29日          | Angel Jukebox                                                                          | 花穂（望月久代）、衛（小林由美子） | 「マーブルチョコの日々」                                                                    | テレビアニメ『シスター♥プリンセス』関連曲                                 |
| 8月29日          | ハナウタノハレルヤ！                                                                   | まじかるにゃんにゃん | 「ハナウタノハレルヤ！」                                                                    | テレビアニメ『魔法少女猫たると』エンディングテーマ                        |
| 8月29日          | ハナウタノハレルヤ！                                                                   | たると（望月久代） | 「夢のファンタジア」                                                                        | テレビアニメ『魔法少女猫たると』関連曲                                    |
| 9月29日          | Sister Princess Kaleidoscope                                                           | 花穂（望月久代）、衛（小林由美子）、鈴凛（神崎ちろ）                                                                                         | 「恋する季節の中で」 「MIX JUICE」                                                          | テレビアニメ『シスター♥プリンセス』関連曲                                 |
| 9月29日          | Sister Princess Kaleidoscope                                                           | 桑谷夏子、望月久代、小林由美子、堀江由衣、神崎ちろ、水樹奈々                                                                                 | 「乙女心は万華鏡-kaleidoscope-」                                                            | ラジオ『シスター・プリンセス〜お兄ちゃんといっしょ』オープニングテーマ    |
| 9月29日          | Sister Princess Kaleidoscope                                                           | Sister Princess | 「TENDER GREEN」                                                                            | ラジオ『シスター・プリンセス〜お兄ちゃんといっしょ』エンディングテーマ    |
| 9月29日          | Sister Princess Kaleidoscope                                                           | Sister Princess | 「per favore Boy」                                                                          | テレビアニメ『シスター♥プリンセス』関連曲                                 |
| 2002年           |                                                                                        | |                                                                                             |                                                                           |
| 1月26日          | 魔法少女猫たると お歌のじかん                                                          | たると（望月久代） | 「おなじ世界に」 「WINTER LUCK」 「ともだち」 「夢のファンタジア」                          | テレビアニメ『魔法少女猫たると』関連曲                                    |
| 6月5日           | 恋はア・ラ・モード                                                                     | 東京ミュウミュウ | 「恋はア・ラ・モード」                                                                      | テレビアニメ『東京ミュウミュウ』エンディングテーマ                        |
| 9月4日           | 東京ミュウミュウ CHARACTERS SONGS ぷりんのCDなのだー!                                  | 黄歩鈴（望月久代） | 「YES YES YES!」 「太陽なワタシ」 「恋はア・ラ・モード（LOVE EXTENDED MIX〜PURIN SOLO〜）」 | テレビアニメ『東京ミュウミュウ』関連曲                                    |
| 2003年           |                                                                                        | |                                                                                             |                                                                           |
| 3月26日          | LOVE FLOWERS                                                                           | SISTER PRINCESS | 「LOVE FLOWERS」                                                                            | ゲーム『Sister Princess 2』オープニングテーマ                             |
| 3月26日          | LOVE FLOWERS                                                                           | SISTER PRINCESS | 「夢のかけら」                                                                              | ゲーム『Sister Princess 2』エンディングテーマ                             |
| 4月23日          | Ever17 シングルコレクションAction4 八神ココ                                            | 八神ココ（望月久代） | 「時空のカケラ」                                                                            | ゲーム『Ever17』関連曲                                                    |
| 5月21日          | Pia♥キャロットへようこそ!! 劇場版〜さやかの恋物語〜 サウンドトラック                   | 高井さやか（かかずゆみ）、愛沢ともみ（倖月美和）、羽瀬川朱美（草柳順子）、岩倉夏姫（根谷美智子）、君島ナナ（望月久代）、冬木美春（今井由香） | 「渚のウェイトレス」                                                                        | 劇場版アニメ『Pia♥キャロットへようこそ!! 劇場版〜さやかの恋物語〜』挿入歌 |
| 12月21日         | シスター・プリンセス&シスター・プリンセス Re Pure X'mas Song Collection                | シスタープリンセス +1 | 「その奇跡は永遠に」                                                                        | テレビアニメ『シスター♥プリンセス』挿入歌                                 |
| 12月21日         | シスター・プリンセス&シスター・プリンセス Re Pure X'mas Song Collection                | Sister Princess | 「Merry Very X'mas」                                                                        | テレビアニメ『シスター・プリンセス RePure』最終話エンディングテーマ       |
| 12月26日         | そらいろFairy                                                                          | SISTER PRINCESS | 「そらいろFairy」                                                                           | ゲーム『Sister Princess 2 PREMIUM FAN DISC』オープニングテーマ            |
| 12月26日         | そらいろFairy                                                                          | SISTER PRINCESS | 「しあわせプリンセス」                                                                      | ゲーム『Sister Princess 2 PREMIUM FAN DISC』エンディングテーマ            |
| 2006年           |                                                                                        | |                                                                                             |                                                                           |
| 8月2日           | BLEACH BEAT COLLECTION 2nd SESSION:03 更木剣八&草鹿やちる&斑目一角&綾瀬川弓親          | 更木剣八（立木文彦）、草鹿やちる（望月久代）、斑目一角（檜山修之）、綾瀬川弓親（福山潤）                                                     | 「We」                                                                                      | テレビアニメ『BLEACH』関連曲                                              |
| 8月2日           | BLEACH BEAT COLLECTION 2nd SESSION:03 更木剣八&草鹿やちる&斑目一角&綾瀬川弓親          | 草鹿やちる（望月久代） | 「Funny days」                                                                              | テレビアニメ『BLEACH』関連曲                                              |
| 2008年           |                                                                                        | |                                                                                             |                                                                           |
| 7月31日          | Marron Vocal Collection                                                                | 春崎小鴨（望月久代）、春崎立夏（浅野真澄）、春崎いりあ（大谷育江）                                                                           | 「キューブ de おねえちゃん」                                                                | ドラマCD『お姉ちゃんの3乗』主題歌                                         |

### その他参加楽曲
| 発売日        | 商品名                                    | 歌                           | 楽曲                        | 備考                                      |
| ------------- | ----------------------------------------- | ---------------------------- | --------------------------- | ----------------------------------------- |
| 2003年9月26日 | ACCESS! produced by RADIOアニメロミックス | 高橋直純、千葉紗子、望月久代 | 「ACCESS!」                 | ラジオ番組『RADIOアニメロミックス』主題歌 |
| 2003年9月26日 | ACCESS! produced by RADIOアニメロミックス | 望月久代                     | 「ACCESS!（Only Motchie）」 |                                           |
| 2004年1月21日 | Gラジ音楽部                               | 桑谷夏子、望月久代           | 「ハナサナイデ」            |                                           |
| 2007年10月3日 | 百歌声爛 女性声優編                       | 望月久代                     | 「」                        |                                           |

### シリーズ一覧
1. ↑  第1期『シスター♥プリンセス』（2001年）、第2期『シスター・プリンセス RePure』（2002年）
2. ↑  第1期（2002年）、第2期『十二月の夜想曲』（2003年）
3. ↑  第1期（2005年）、第2期（2006年）
4. ↑  第1期（2006年）、第2期『◆継』（2008年）
5. ↑  1stシーズン『-Lift off-』（2007年）、2ndシーズン『-Touch down-』（2007年）
6. ↑  第1クール（2022年）、第2クール『-訣別譚-』（2023年）
7. ↑  『Sister Princess』（2001年）、『Sister Princess〜ピュア・ストーリーズ〜』（2001年）、『シスター・プリンセス〜リピュア〜』（2003年）、『Sister Princess 2』（2003年）、『Sister Princess 2 PREMIUM FAN DISC』（2003年）

### ユニットメンバー
1. 1 2 3 4 5 6  桑谷夏子、望月久代、小林由美子、堀江由衣、千葉千恵巳、柚木涼香、横手久美子、神崎ちろ、川澄綾子、かかずゆみ、半場友恵、水樹奈々
2. ↑  たると（望月久代）、シャルロッテ（倉田雅世）、ちとせ（山本麻里安）
3. ↑  桃宮いちご（中島沙樹）、藍沢みんと（かかずゆみ）、碧川れたす（佐久間紅美）、黄歩鈴（望月久代）、藤原ざくろ（野田順子）
4. ↑  桑谷夏子、望月久代、小林由美子、堀江由衣、千葉千恵巳、柚木涼香、横手久美子、神崎ちろ、川澄綾子、かかずゆみ、半場友恵、水樹奈々、氷上恭子